# Hanns Altmeier
Hanns Altmeier (* 15. Februar 1906 in Saarbrücken; † 27. April 1979 in Koblenz) war ein deutscher Maler und Kunstpädagoge.

## Werdegang
Altmeier wurde als Sohn eines Verbandssekretärs der Katholischen Arbeitnehmer-Bewegung geboren und wuchs in Koblenz auf. 
Er wirkte zunächst als Lehrer an einer Schule in Kruft. Unterbrochen wurde seine Tätigkeit durch die Einberufung zum Kriegsdienst. Nach Kriegsende war er ab 1948 als Kunsterzieher an der Pädagogischen Akademie in Andernach und Koblenz tätig, wurde dort später Dozent für Kunsterziehung und schließlich zum Professor an der damaligen Pädagogischen Hochschule Koblenz berufen.
1946 war Altmeier Mitbegründer des Mittelrheinischen Künstlerverbandes und zwei Jahre später der Arbeitsgemeinschaft Bildender Künstler am Mittelrhein (AKM). 1954 wurde er zum Präsidenten des Berufsverbandes Bildender Künstler Rheinland-Pfalz und Saarland gewählt, 1957 war er Gründungspräsident der Europäischen Vereinigung bildender Künstler aus Eifel und Ardennen.
2016 kuratierten sein Sohn Dieter Altmeier und Rudi Krawitz anlässlich des 110. Geburtstages des Malers eine Retrospektive seines Werkes mit über 80 Exponaten im Haus Metternich in Koblenz. Dieter Altmeier und Rudi Krawitz betreuen auch den künstlerischen Nachlass des Malers.
Sein Bruder Peter Altmeier war von 1947 bis 1969 Ministerpräsident des Landes Rheinland-Pfalz.

## Auszeichnungen
- 1958: Kaiser-Lothar-Preis der Europäischen Vereinigung Bildender Künstler aus Eifel und Ardennen (EVBK)
- 1971: Bundesverdienstkreuz 1. Klasse